# Malungsfors visfestival
Malungsfors visfestival är en årlig visfestival som håller till i byn Malungsfors. Festivalen grundades av byns egen förening med vissångaren och låtskrivaren Johan Eriksson som initiativstagare.
Festivalen äger rum lördagen vecka 28 varje år, i anslutning med Svenska Dansbandsveckan, och har mellan 1 000 och 1 500 besökare årligen.
Festivalen har som mål att alltid ha en blandning mellan de största vissångarna och de mer okända artisterna som ännu inte slagit igenom.